# Zákon o úpravě některých majetkových vztahů řeholních řádů a kongregací a arcibiskupství olomouckého
Zákon o úpravě některých majetkových vztahů řeholních řádů a kongregací a arcibiskupství olomouckého, vyhlášený pod číslem č. 298/1990 Sb., je zákon Federálního shromáždění ČSFR o převodu části bývalého církevního majetku ze státu zpět na církve. Podle formy vymezení vraceného majetku se zákon v kontextu právní historie církevního majetku v Československu někdy označuje zkráceně jen jako výčtový zákon. Přijat byl z důvodu nápravy křivd způsobených katolickým řeholním řádům a kongregacím v padesátých letech 20. století, později byl doplněn zákonem č. 338/1991 Sb. (a proto se někdy uvádí, že jde o dva výčtové zákony), jednání o dalších církevních restitucích bylo ukončeno až roku 2012 přijetím zákona č. 428/2012 Sb., o majetkovém vyrovnání s církvemi a náboženskými společnostmi.
Podstata výčtového zákona spočívala v tom, že v přílohách zákona uvedený nemovitý majetek, včetně v něm v roce 1950 umístěného majetku movitého (jestliže bylo známo jeho umístění v roce 1990), přešel k 19. červenci 1990 na jednotlivé řády, kongregace a na Arcibiskupství olomoucké. Ze strany těchto subjektů naopak zanikly nároky na náhradu škody, neoprávněný majetkový prospěch nebo nájemné za období od 1. ledna 1950 do 19. července 1990. Pokud předávané objekty doposud sloužily ke zdravotnickým, sociálním, školským, kulturním, osvětovým nebo archivnickým účelům, nebylo je možné nechat jednostranně vyklidit.
Převedení majetku se týkalo především klášterů nebo řeholních domů, ve dvou, později po novelizaci třech přílohách zákona jich bylo pro Českou republiku vyjmenováno celkem 86 mužských a 83 ženských.